# Михаел Грегорич
Михаел Грегорич е австрийски футболист, който се състезава за немския футболен отбор Фрайбург. Роден е на 18 април 1994 г. в Грац, Австрия. Освен за Фрайбург се състезава и за националния отбор на Австрия. Син е на австрийския футболист Вернер Грегорич.